# Обновленчество

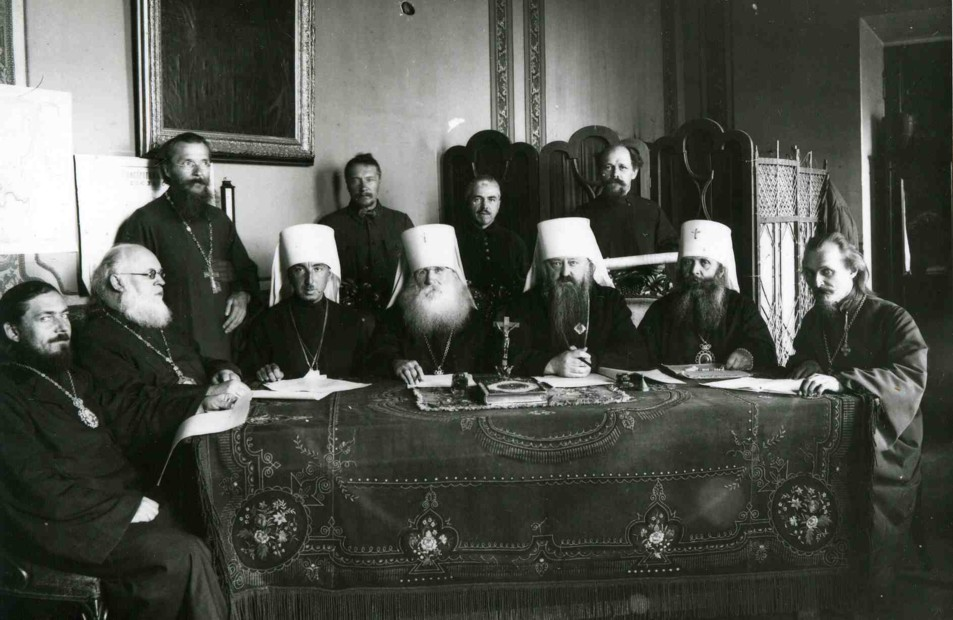
Заседание обновленческого Священного Синода. 1926 год. Сидят: Георгий Жук, Георгий Добронравов, Александр Введенский, Вениамин (Муратовский), Серафим (Руженцев), Алексий (Баженов) и «протопресвитер» Павел Красотин

Обновле́нчество (официальное самоназвание — Российская православная церковь; позднее — Православная церковь в СССР, также Обновле́нческий раско́л, Жива́я Це́рковь, живоцерко́вничество) — раскольническое движение в Русской православной церкви в 1922—1940-е годы. Возникло в мае 1922 года, когда по инициативе и при активном участии органов государственной власти Советской России группа православного духовенства, взявшая название «Живая церковь», попыталась отстранить от церковного управления предстоятеля Русской церкви патриарха Московского и всея России Тихона, для чего ими было образовано «Высшее церковное управление» (ВЦУ). Арест патриарха Тихона, прекращение функционирования патриаршего церковного управления и поддержка советской власти (в том числе её репрессивных органов) привели к быстрому росту обновленчества. В 1922—1923 годах — более половины российского епископата и приходов находились в подчинении обновленческих структур. Однако освобождение патриарха Тихона из заключения летом 1923 года вызвало массовое возвращение духовенства и мирян в патриаршую церковь. В августе 1923 году все обновленческие группы были официально распущены, а вместо ВЦУ образован Священный синод Православной Российской церкви, во главе которого стоял председатель в сане митрополита. Председателями Синода последовательно были: Евдоким (Мещерский) (1923—1925), Вениамин (Муратовский) (1927—1930), Виталий (Введенский) (1930—1935). После вынужденного самороспуска Синода весной 1935 года единоличное управление перешло Виталию (Введенскому), а в октябре 1941 года — к Александру Введенскому. К началу 1930-х годов, в рамках общего жёсткого курса на уничтожение религиозной жизни в СССР, власти фактически перестали делать различия между обновленцами и «тихоновцами». В период большого террора 1937—1938 годов массовые репрессии и закрытия храмов поставили обновленчество на грань развала. С началом Великой Отечественной войны (1941) последовало некоторое оживление приходской деятельности и начались попытки восстановления обновленческих епархиальных структур. В сентябре 1943 года государство дало санкцию и оказало содействие руководству «староцерковной ориентации» во главе с митрополитом Сергием (Страгородским) в проведении собора епископов для избрания патриарха, после чего государство взяло курс на ликвидацию обновленческих структур: обновленцы начали массово переходить в Московский патриархат. Смерть Александра Введенского в 1946 году принято считать концом обновленчества, хотя последний нераскаявшийся обновленческий иерарх, Филарет (Яценко), умер в 1951 году.
Обновленчество принято считать реформаторским течением, которое брало начало в религиозном реформаторстве конца XIX — начала XX века, однако современные церковные историки оспаривают это. Хотя в начальный период идеологи обновленчества выступали с программами церковных реформ, они, за исключением введения женатого епископата и второбрачия для духовенства, либо вовсе не были реализованы, либо были свёрнуты. По мнению современных исследователей в РПЦ, главным содержанием обновленческого движения было признание «справедливости совершившегося в стране социального переворота», соглашательство с новой властью в Советской России, поиск новой «симфонии» с ней, стремление к огосударствлению Церкви, активное сотрудничество с ГПУ/ОГПУ/НКВД.

## История

### Начало раскола
При подготовке к изъятию церковных ценностей большевистские лидеры  решили срочно «мобилизовать» лояльное власти духовенство, довести их до полного разрыва с высшей церковной властью и создать их руками полностью подконтрольные режиму марионеточные церковные управления в центре и на местах. Ночью 12 мая 1922 года прибывшие из Петрограда протоиерей Александр Введенский с двумя своими единомышленниками священниками Владимиром Красницким и Евгением Белковым в сопровождении сотрудников ГПУ прибыл в Троицкое подворье на Самотёке, где тогда находился под домашним арестом Патриарх Тихон. Обвинив его в опасной и необдуманной политике, приведшей к конфронтации Церкви с государством, Введенский потребовал, чтобы Тихон на время ареста отказался от своих полномочий. По некотором размышлении Тихон подписал резолюцию о временной передаче церковной власти с 16 мая митрополиту Ярославскому Агафангелу (Преображенскому).
14 мая 1922 года в «Известиях» появляется «Воззвание верующим сынам Православной Церкви России», где содержалось требование суда над «виновниками церковной разрухи» и заявление о прекращении «гражданской войны Церкви против государства». 15 мая 1922 года депутация обновленцев принята Председателем ВЦИК Михаилом Калининым и на следующий день было объявлено об учреждении нового Высшего Церковного Управления (ВЦУ). Последнее полностью состояло из сторонников обновленчества. Первым его руководителем стал епископ Антонин (Грановский), возведённый обновленцами в сан митрополита. На следующий день власти, чтобы облегчить обновленцам захват Патриаршей канцелярии и задачу овладения властью, Патриарха Тихона перевезли в Донской монастырь в Москве, где он находился в строгой изоляции.
Из секретариата ЦК РКП (б) всем губкомам РКП (б) на местах были направлены телеграммы, в которых говорилось о необходимости поддержки создаваемых обновленческих структур. ГПУ активно оказывало давление на правящих архиереев с целью добиться признания ими ВЦУ и «Живой церкви». Против «тихоновского» духовенства были организованы репрессии. Одной из фигур, сильно способствовавших расколу церкви, следует считать сотрудника ОГПУ Евгения Тучкова. Обновленцы в своём кругу называли его «игуменом», сам же он предпочитал именовать себя «советским обер-прокурором».

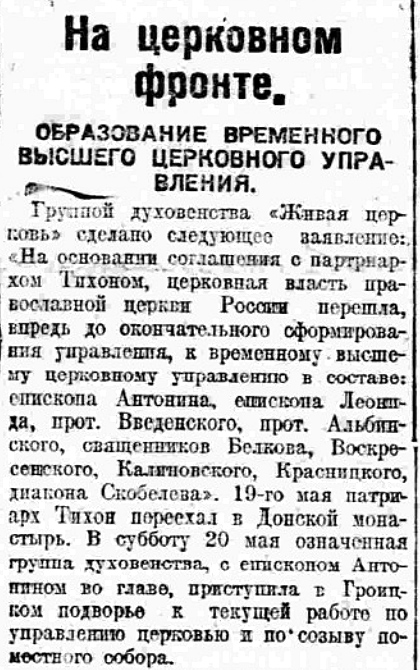
Заметка «На церковном фронте» на первой полосе газеты «Правда» от 21 мая 1922 года

В отчётном докладе начальник VI отделения ОГПУ Е. А. Тучков заместителю председателя ОГПУ В. Р. Менжинскому о работе отделения в 1923 году в частности писал:

Отправив Тихона в другое помещение, (Донской монастырь) и осевшись в бывшем патриаршем управлении группа эта объявила себя временным высшим церковным управлением и обратилась к верующим с декларацией о том, что Тихон государственный преступник и призывал верующих бороться с контрреволюцией церкви. С этого времени в противоположность антисоветской политике Тихона начинается политика в духе Советской власти и поголовная замена старых Тихоновских архиереев и видных попов своими сторонниками. Таким образом в течение короткого времени в мес[яца] 3-4 почти все Тихоновские антисоветские аппараты, то есть архиереи и епархиальные (губернские) управления были заменены сторонниками ВЦУ. Этим самым было положено начало раскола православной церкви и перемена политической ориентации церковного аппарата.
29 мая 1922 года в Москве при негласной поддержке ГПУ НКВД РСФСР проходит учредительное собрание «Живой Церкви» (незадолго до этого участники, вошедшие в группу, начали выпуск журнала с таким названием), которую 4 июля возглавляет протоиерей Владимир Красницкий. Смысл обновленческого движения журнал видел в освобождении духовенства «от мертвящего гнёта монашества, оно должно получить в свои руки органы церковного управления и непременно получить свободный доступ к епископскому сану», — писал Красницкий в № 2 «Живой церкви».
16 июня 1922 года митрополит Владимирский Сергий (Страгородский), Нижегородский архиепископ Евдоким (Мещерский) и Костромской архиепископ Серафим (Мещеряков) публично признали обновленческое ВЦУ единственной канонической церковной властью в так называемом «Меморандуме трёх». Подлинный экземпляр был подписан также и случайно присутствовавшим в Нижнем Новгороде епископом Васильсурским Макарием (Знаменским), но при опубликовании документа в обновленческой печати подпись последнего была опущена.
6-16 августа 1922 года в Москве проходил Всероссийский съезд «Живой Церкви», на который прибыли 190 делегатов из 24 епархий. В ходе дискуссии большинство его делегатов высказалось за отмену «привилегий» монашества. 7 августа на своём первом пленарном заседании съезд постановил просить ВЦУ дать распоряжение о немедленном прекращении поминовения имени Патриарха Тихона за богослужением. Во исполнение этого решения 23 августа ВЦУ утвердило формулу повиновения на ектениях: «Вселенские православные патриархи и Высшее Церковное Управление, преосвященные епископы, честное пресвитерство, во Христе диаконство, о всем притче и людях».
В том же месяце от «Живой церкви» откололся епископ Антонин (Грановский), председатель ВЦУ, организовав «Союз церковного возрождения» (СЦВ). СЦВ, при этом, видел свою опору не в клире, а в мирянах — единственном элементе, способном «зарядить церковную жизнь революционно-религиозной энергией». Осенью того же года из‑за несогласия с Красницким Введенский и Боярский покидают «Живую церковь» и организуют «Союз общин древлеапостольской церкви» (СОДАЦ).
Разделение на разные группы произошло не только из-за личных амбиций лидеров обновленчества, но и в силу разных программ, которые ставили их лидеры: «Живая церковь» ратовала за проведение радикальных реформ (введение белого епископата, разрешение второбрачия клирикам, ликвидация монастырей); «Союз церковного возрождения» добивался «возвращения к первохристианскому демократическому укладу церковной жизни и коммунизацию её по принципам равенства, братства и свободы» с сохранением монашества. «Союз общин древлеапостольской церкви» руководствовался принципом организации прихода как «трудовой религиозно-нравственной коммуны».
Все три обновленческие группы начали борьбу за власть в Высшем церковном управлении, прибегая при этом к помощи ГПУ, которое с самого начала раскола фактически дирижировало всеми его лидерами. Появилось множество и иных, более мелких, церковно-реформаторских групп. Каждая группа разработала свою программу церковных преобразований, рассчитанную на более или менее радикальное обновление Русской Православной Церкви. К концу 1922 года обновленцы смогли занять две трети из 30 тысяч действовавших в то время храмов.
По словам Анатолия Краснова-Левитина, лично знавшего многих деятелей обновленчества:

В общем священнослужителей-обновленцев можно разделить на 4 группы: первая — самая многочисленная группа — <…> серые батюшки требоисправители <…> Вторая — прохвосты, присоединившиеся к обновленчеству в погоне за быстрой карьерой, спешившие воспользоваться «свободой нравов», дозволенной обновленцами. О них епископ Антонин сказал : «Ассенизационная бочка православной церкви». Почти все они были агентами ГПУ. Третья — идейные модернисты, искренно стремившиеся к обновлению церкви. Эти жили впроголодь, ютились в захудалых приходах, теснимые властями и своим духовным начальством и не признанные народом. Они почти все кончили в лагерях. Четвёртая — идеологи обновленчества. Блестящие, талантливые, честолюбивые люди, выплывшие на гребне революционной волны. (Так сказать, церковные Бонапарты). Среди них многие <…>, хотя и не все, также были связаны с ГПУ.

В рядах обновленцев оказалось и немало активных участников крайних правых партий, представителей бывшего придворного и военного духовенства. Одной из ключевых фигур и главным резидентом ГПУ в обновленчестве стал протоиерей Владимир Красницкий, до революции член Союза русского народа. Активным членом «Союза…» был и другой видный обновленец, священник Сергий Калиновский. Вообще на первом соборе живой церкви в 1922 году из шести докладчиков трое были бывшими членами Союза русского народа: Владимир Красницкий, Димитрий Адамов, Алексий Дьяконов. Последний стал обновленческим епископом Харькова. Среди активных обновленцев некоторые были правыми депутатами дореволюционной Думы — протоиерей Григорий Маньковский, ставший обновленческим епископом Фотием. Депутаты Думы 4-го созыва протоиереи Тихон Попов и Владимир Лентовский стали обновленческими иерархами. Протоиерей Александр Надеждин, выставлявшийся на выборах в Думу от Союза Русского Народа, стал обновленческим епископом Вологодским.

### 1923—1925 годы

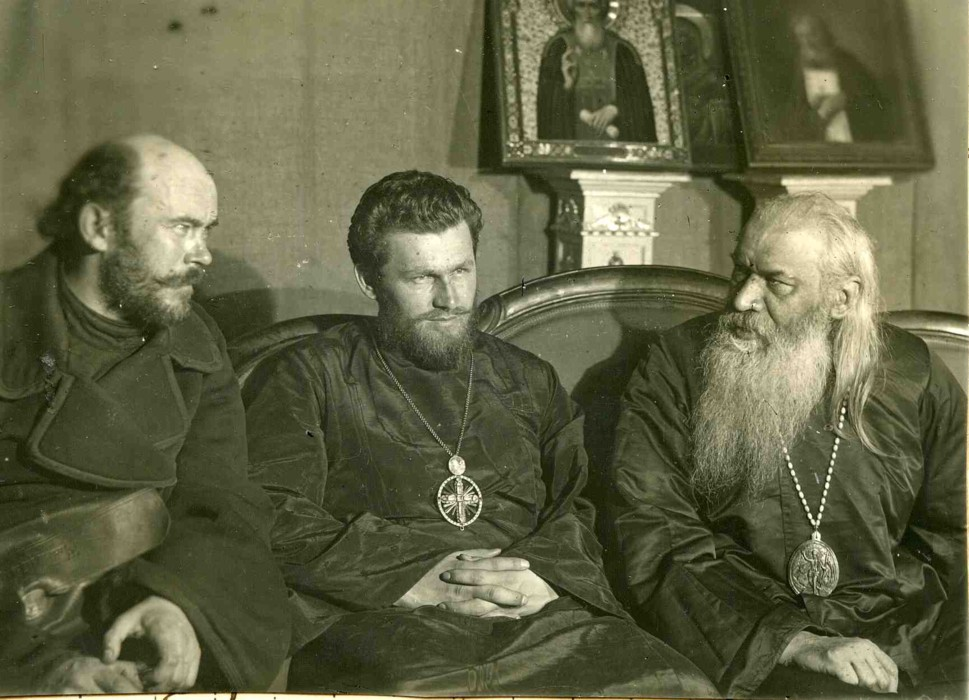
Владимир Красницкий (лидер «Живой церкви»), Пётр Блинов (лидер сибирской обновленческой церкви), Антонин (Грановский) (лидер «Союза церковного возрождения») в кулуарах обновленческого поместного собора 1923 года за беседой

«Второй Поместный Всероссийский Собор» (первый обновленческий) был открыт 29 апреля 1923 года в Москве, в храме Христа Спасителя после Божественной Литургии и торжественного молебна, совершённых «митрополитом Московским и всея России» Антонином (Грановским) в сослужении 8 епископов и 18 протоиереев — делегатов Собора, чтением грамоты Высшего Церковного Управления об открытии Собора, приветствием Правительству Республики и личным приветствием Председателя Высшего Церковного Управления митрополита Антонина. 3 мая Собор вынес резолюцию о поддержке советской власти и объявил о извержении из сана и лишении монашества патриарха Тихона. Патриаршество было упразднено как «монархический и контрреволюционный способ руководства Церковью». 5 мая, по докладу митрополита Антонина, Собор постановил перейти на григорианский календарь с «12 июня текущего года»; 7 мая отлучил всех участников Собора в Сремских Карловцах 1921 года. Считаясь с существующими настроениями в церковном обществе, собор значительно ограничил размеры реформаторства, оставив неприкосновенными догматы, таинства и богослужение. Собор узаконил равнозначность женатого и безбрачного епископата, а после некоторых колебаний и второбрачие клириков. Сохранялся «культ мощей», идея «личного спасения». Монастыри закрывались и превращались в трудовые коммуны и церковные приходы. ВЦУ упразднялось. Вместо него был образования Высший церковный совет (ВЦС)  из восемнадцати членов под председательством Антонина (Грановского). Состав ВЦС был коллегиальным: 10 представителей «Живой церкви», 6 представителей СОДАЦ, 2 от СЦВ. В целом, надежды значительной части духовенства и верующих на то, что Собор примирит, сгладит противоречия, укажет будущий путь, не осуществились.
Введение женатого епископата, активная раздача наград и титулов вызывали у многих негативную реакцию. Архимандрит Палладий (Шерстенников) писал:

Раньше, бывало, высокий сан митрополита давался лишь за особые заслуги перед Церковью, архиерейские митры украшали головы лишь немногих, самых достойных, а священников-митроносцев было и того меньше, а вот теперь, посмотри, за какие такие заслуги обновленцы понаделали у себя белоклобучных митрополитов в несчётном числе, а протоиерейскими митрами поукрашали такое несчётное число лиц? Много и даже очень много простых иереев украсили митрами. Что же это такое? Или так много среди них высокодостойных?
Ещё непримиримее был разругавшийся с прочими обновленческими лидерами Антонин (Грановский):

Многие озорные работники «живой церкви» и содаца требовали себе наград с бесстыднейшим нахальством, вырывая награды у ВЦУ угрозами и наглостью. <…> Ко времени Собора 1923 года не осталось ни одного пьяницы, ни одного пошляка, который не пролез бы в церковное управление и не покрыл бы себя титулом или митрой. Живоцерковнические и содацевские архиереи не хотели посвящаться в епископы, их производили сразу во второй чин архиепископа. Вся Сибирь покрылась сетью архиепископов, наскочивших на архиерейские кафедры прямо из пьяных дьячков. Наплодилось невероятное количество архиепископов, митрополитов, которым не хватает белого крепу на клобуки. Открылась чудовищная, безудержная, хищная, ненасытная поповская свистопляска, какой-то наградный садизм….
27 июня 1923 года Патриарх Тихон был освобождён властями из заключения, после чего многие отпавшие в обновленчество иерархи, клирики и миряне принесли покаяние в грехе раскола. Произошло быстрое восстановление структур «патриаршей», или «тихоновской», Церкви, хотя она и рассматривалась государственной властью как «нелегальная организация». В обновленчестве же нарастала кризисная ситуация. Тогда власти начали применение новой тактики работы по руководству обновленческим расколом. Была поставлена задача подчинения всех обновленческих групп единому центральному органу, который должен был приобрести более респектабельный вид, с тем, чтобы противостоять «тихоновщине».
В целях консолидации рядов церковной оппозиции 24 июля 1923 года Антирелигиозная комиссия при ЦК ВКП(б) принимает решение об объединении всех обновленческих групп в единое целое. 8 августа 1923 года на пленуме Высшего церковного совет (собрание епископов и уполномоченных ВЦС) были приняты постановления о роспуске всех обновленческих течений и переименовании Высшего Церковного Совета в «Священный Синод Российской православной церкви» во главе с Евдокимом (Мещерским). Было заявлено о стремлении забыть все разделения, прекратить публичные споры. «Живая Церковь» этому решению не подчинилась и продолжала функционировать самостоятельно. Потеряв поддержку со стороны гражданской власти, она сократилась до малой группы приверженцев своего лидера (Красницкого). Не признал обновленческий синод и лидер «Союза церковного возрождения» Антонин (Грановский).
16 августа 1923 года на места было разослано циркулярное письмо ЦК РКП(б) за подписью Сталина «Об отношении к религиозным организациям», осуждавшее перегибы в отношении «к верующим и их культам». В результате значительно ослабла поддержка обновленчества со стороны соответствующих органов, которым теперь более выгодным представлялось либо поддерживать баланс между «тихоновской» и обновленческой иерархиями, либо объединить их в подконтрольную себе церковную структуру. Согласно инструкции наркоматов юстиции и внутренних дел от 19 июня 1923 года, отныне запрещалось «всем государственным установлениям путем административного вмешательства поддерживать какой-либо культ или какое-либо церковное течение в ущерб другим культам или религиозным группировкам». Это позволило вышедшему на свободу Патриарху Тихону успешно противостоять расколу.
2/15 апреля 1924 года Патриарх Тихон запретил в священнослужении руководителей обновленческого раскола, и запретил иметь с обновленцами молитвенное общение.

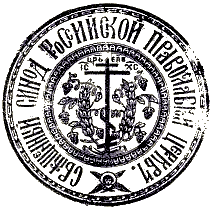
Печать Священного синода Российской православной церкви, 1924 г.

10 — 18 июня 1924 года в Москве состоялось обновленческое «Великое Предсоборное Совещание Российской Православной Церкви», которое избрало своим почётным председателем Константинопольского Патриарха Григория VII (тогда склонялся на сторону обновленцев под давлением кемалистов и был представлен в Москве архимандритом Василием Димопуло): предполагалось созвать в 1925 году в Иерусалиме вселенский собор для общеправославного решения назревших вопросов. Совещание обратилось с петицией в СНК о предоставлении священнослужителям прав членов профсоюзов, разрешения обучения детей Закону Божию до 11 лет, ведения актов гражданского состояния, возвращения чудотворных икон и мощей, конфискованных в музеи; во всех просьбах было отказано.
1 ноября 1924 году антирелигиозная комиссия приняла решение поручить Е. А. Тучкову «через обновленческий синод начать кампанию по образованию за границей обновленческих групп, которым бы наши полпреды могли передавать церковное имущество в связи с признанием СССР». В США обновленцы сумели достичь определённых успехов, так усилиями назначенного в США женатого архиепископа Иоанна (Кедровского) удалось отсудить несколько десятков храмов, в том числе кафедральный собор святителя Николая в Нью-Йорке. В Европе обновленцы не сумели достигнуть каких-либо существенных успехов в распространении своего влияния, хотя такие попытки предпринимались неоднократно при активной помощи советских дипломатических представительств.
Обновленцы восприняли известие о кончине в апреле 1925 года Патриарха Тихона с большим энтузиазмом и уже через несколько дней вновь объявили о скором созыве своего второго «Поместного Собора», в результате которого надеялись под видом «примирения» окончательно возобладать над «тихоновщиной». Важная роль при этом ими отводилась и Константинопольской патриархии.
1 — 10 октября 1925 года в московском храме Христа Спасителя обновленцы провели свой второй Собор («III Всероссийский Поместный Собор Православной Церкви на территории СССР»). В ходе его подготовки обновленцы приглашали на Собор «тихоновцев», лишившихся со смертью Патриарха своего лидера, и рассчитывали, что те пойдут на объединение. Но их планы сорвались: Патриарший местоблюститель митрополит Петр (Полянский) особым посланием объявил предстоящий Собор «незаконным собранием». На Соборе присутствовали 90 архиереев, 109 клириков и 133 делегата-мирянина; Собор избрал своим почётным Председателем Константинопольского Патриарха Василия, который направил Собору приветственное послание.
На Соборе Александр Введенский огласил письмо «епископа» Николая Соловья, в котором сообщались ложные сведения о том, что будто бы в мае 1924 года Патриарх Тихон и митрополит Петр (Полянский) послали с ним благословение в Париж Великому Князю Кириллу Владимировичу на занятие императорского престола. Введенский обвинил Местоблюстителя в содружестве с белогвардейским политическим центром и этим отрезал возможность для переговоров. Большинство членов Собора, поверив услышанному, было потрясено таким сообщением и крушением надежд установить мир в Церкви.
Собор официально отказался от проведения реформ не только в области догматики и богослужения, но и в укладе церковной жизни. Собор своим постановлением от 5 октября дозволил, «принимая во внимание бытовые условия русской жизни, при коих немедленный переход на новый стиль вызывает часто неблагоприятные осложнения», использование как нового, так и старого календарного стиля, «полагая что авторитет предстоящего Вселенского Собора разрешит окончательно этот вопрос и установит единообразное церковное время счисление во всех Православных Церквах».
В справке (Приложение 1-е к Деяниям Собора), опубликованной в официальном органе «Вестник Священного Синода Православной Российской Церкви» № 7 за 1926 год, приводятся следующие консолидированные данные на 1 октября 1925 года о структурах, «состоящих в каноническом общении и ведении Св. Синода»: всего епархий — 108, церквей — 12593, епископов — 192, духовенства — 16540.

### 1926—1936 годы

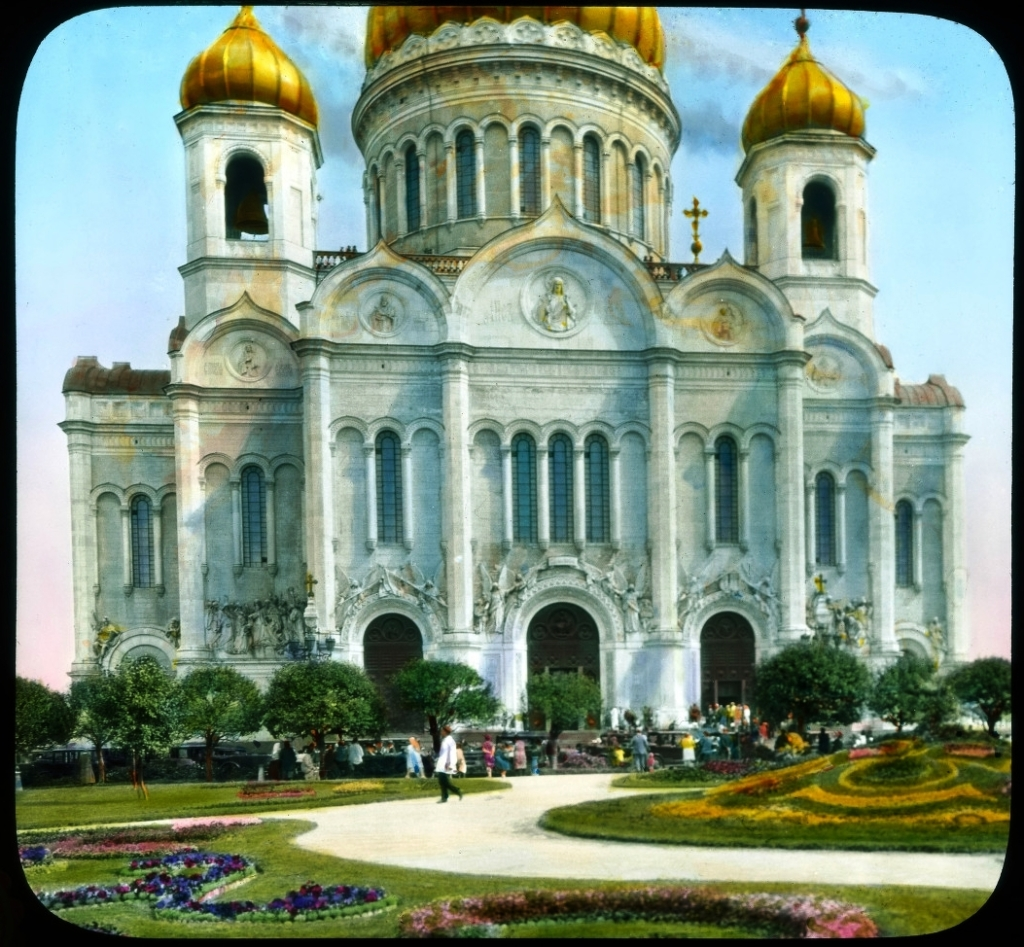
Храм Христа Спасителя в Москве. После захвата в 1922 году и до разрушения в 1931 году был главным обновленческим храмом

После Собора 1925 года обновленчество стало заметно терять своих сторонников. Если на 1 октября 1925 года обновленцам принадлежало в целом по стране 9093 прихода (около 30 % от общего числа), на 1 января 1926 года — 6135 (21,7 %), то на 1 января 1927 года — 3341 (16,6 %). После собора 1925 года, по словам историка Анатолия Краснова-Левитина, окончательно завершился «романтический» период «бури и натиска» в обновленческом расколе, и начался канцелярски-бюрократический период, представляющий собой «синтез дореволюционной консистории и провинциального исполкома».
В ноябре-декабре 1927 года Священный Синод Российской православной церкви был переименован в Священный Синод Православных Церквей в СССР. Это было продиктовано желанием обновленческого руководства в Москве придать своему высшему органу большую значимость в связи с параллельной деятельностью обновленческих синодов Украинской и Белорусской обновленческий церквей.
После легализации Патриаршей церкви в лице митрополита Сергия (Страгородского) и Временного при нём Патриаршего Синода в 1927 году влияние обновленчества шло неуклонно на спад. Константинопольский патриарх сразу заявил о признании этого Синода, продолжая, однако, призывать к примирению с обновленцами.
В 1929 году курс государственно-церковной политики резко изменился. 8 апреля 1929 года ВЦИК и СНК РСФСР приняли закон «О религиозных объединениях». Религиозные общества теряли право юридического лица и обязывались не заниматься никакой иной деятельностью, кроме удовлетворения религиозной потребности верующих и только в пределах молитвенных зданий. При Президиуме ВЦИК была образована Постоянная комиссия по вопросам культов под председательством П. Г. Смидовича, предназначенная для рассмотрения вопросов, связанных с деятельностью религиозных объединений. В состав комиссии вошли представители наркоматов внутренних дел, юстиции, просвещения, финансов и ОГПУ. С принятием нового закона фактически был дан ход антирелигиозной кампании. Началось массовое закрытие церквей, причём в нарушение имеющегося законодательства. Духовенство стали активно привлекать к трудовым повинностям, а в ряде случаев и к уголовной ответственности. Это привело к резкому сокращению числа приходов и ухудшению уровня жизни духовенства. Весной 1930 года руководство страны было вынуждено принять ряд мер, позволивших приостановить произвол на местах и вернуть часть закрытых молитвенных зданий. В таких непростых условиях, обновленцы, пользуясь благожелательным отношением властей, не прекращали попыток захвата храмов других ориентаций. Если в 1929 году на территории РСФСР имелось 2 913 обновленческих церквей, то в 1931 году насчитывалось 3 283 церкви и 262 молитвенных дома. Всего же в 1931 году на территории СССР обновленческая Церковь насчитывала 4 367 религиозных объединений, располагавших 4 159 молитвенными зданиями.
В 1928—1929 годы, в связи новым административно-территориальным делением страны, была восстановлена Закавказская митрополия и учреждены новые митрополии: Казахстанская, Нижне-Волжская, Средне-Волжская, Центрально-Чернозёмная, Западная, Ивановская, Московская и Северная. Всего обновленческая церковь на тот момент насчитывала 16 митрополий. В каждой митрополии имелось Митрополитанское церковное управление, состоявшее из пленума и президиума. В состав пленума Митрополитанского церковного управления входили епархиальные архиереи по должности, а также в равном количестве клирики и миряне, избираемые на съезде митрополии. Пленум собирался не менее двух раз в год. Персональный состав президиума избирался пленумом из числа своих членов и собирался несколько раз в неделю, председателем пленума и президиума Митрополитанского церковного управления являлся митрополит по должности, также избираемый съездом митрополии и утверждаемый Синодом. Все постановления Митрополитанского церковного управления принимались большинством голосов и также утверждались Синодом, Подобным же образом были построены епархиальное и викариальное управление. Резкое увеличение числа обновленческих митрополий в 1930-е годы произошло в связи с разукрупнением огромных областей и краёв, из которых состояла страна. В 1931 году обширная Сибирская митрополия была разделена на Западно-Сибирскую и Восточно-Сибирскую. В том же году образована Казанская митрополия.
2 марта 1932 года обновленческий Синод, заслушав доклад митрополита Александра Введенского о церковнославянском языке как «незыблемой основе обновленчества», постановил, что богослужение во всех храмах должно совершаться на славянском языке, кроме того, все остальные богослужебные нововведения, в первую очередь чтение вслух тайных литургических молитв, также отменялись. Русский язык в богослужении отныне мог использоваться только в исключительных случаях и по достаточно веским основаниям. Пленум Синода, приуроченный к десятилетнему юбилею обновленчества, начавший свою работу 8 мая 1932 года, подтвердил курс на отказ от литургических реформ.
15 мая 1932 года торжественно отмечалось 10-летие обновленчества. В преддверии юбилея была разработана целая программа праздничных мероприятий, как в центре, так и на местах. В каждой епархии были составлены т. н. «Записки по истории обновленческого движения», основанные на архивных материалах и воспоминаниях участников событий. Ко дню праздника постановлением Синода большое количество духовенства и мирян получили награды. На декабрь 1933 года по государственной статистике количество действующих молитвенных зданий у обновленцев было 4157, что составляло 11,6 % от общего их числа в стране. Для сравнения — у «тихоновцев» их было 22676, что составляло 63 %.
19 сентября 1934 года Священный Синод Православных Церквей в СССР постановил определить «староцерковничество» как еретичествующий раскол. Было решено предупредить верующих, чтобы они избегали принимать таинства у староцерковников и посещать староцерковнические храмы. Клириков, рукоположенных до 15 июля 1923 года, при переходе в обновленчество следовало принимать в сущем сане через покаяние. Клириков, принявших рукоположение после 15 июля 1923 года, следовало признавать как не получивших благодатно-канонического рукоположения и удостаивать рукоположения только после надлежащего испытания. Общины верующих следовало принимать только с разрешения Синода, а присоединяемые храмы — через переосвящение малым чином.
20 декабря 1934 года постановлением Священного Синода Православных Церквей в СССР была ликвидирована самостоятельность Украинской и Белорусской обновленческих Церквей. Митрополиты Харьковский Пимен (Пегов) и Минский Даниил (Громовенко), выразившие несогласие с принятым решением, были уволены на покой. Украинские епархии были объединены в экзархат. В 1934 году Центрально-Чернозёмная митрополия была разделена на Воронежскую и Курскую, Уральская — на Свердловскую, Челябинскую и Омскую, Средне-Волжская — на Куйбышевскую и Оренбургскую, а из Северо-Кавказской была выделена Азово-Черноморская. В 1935 года образованы Белорусская и Калининская митрополии, а Восточно-Сибирская митрополия разделена на Иркутскую и Красноярскую.
29 апреля 1935 года члены Священного Синода митрополиты Виталий (Введенский) и Александр (Введенский), протопресвитер Дмитрий Адамов и профессор С. М. Зарин подписали постановление «Об упразднении коллегиальной системы управления православной обновленческой церкви». Священные Синоды в СССР, Украине и Белоруссия, митрополитанские, епархиальные и викариальные церковные управления распускались, а члены этих структур снимались с регистрации в государственных органах. Верховная власть в обновленческой Церкви переходила в руки первоиерарха Виталия (Введенского), а власть в митрополиях, епархиях и викариатствах — правящим архиереям. Первоиерарху было предоставлено право в случае необходимости созывать т. н. «Малые Епископские Соборы» и назначать заместителя из областных митрополитов на случай отсутствия или смерти. Митрополитам Киевскому и Минскому вменялось в обязанность помогать первоиерарху в управлении церковными приходами на подведомственной им территории. Как отмечает Валерий Лавринов, обновленчеству был нанесен сокрушительный удар, поскольку коллегиальность изначально являлась основополагающим принципом движения.
В начале 1936 года была учреждена последняя обновленческая митрополия — Ярославская. К 1 апреля 1936 года на территории СССР имелось 2876 обновленческих церквей. Действовало 26 митрополий и Украинский экзархат. 3 церкви — во Владивостоке, Баку и Якутске — состояли в непосредственном ведении обновленческого первоиерарха.

### Закат обновленчества
В ходе большого террора развернулись массовые аресты епископата, духовенства, активных мирян обновленческой церкви, включая и тех, кто давно сотрудничал с органами ОГПУ-НКВД, поставившие обновленческую церковь на грань развала. В 1937—1938 годы были расстреляны 86 обновленческих архиереев (61 и 25 соответственно). Произошло массовое закрытие церквей, что привело к ликвидации всех обновленческих митрополий и большинства обновленческих епархий. В колыбели обновленчества, Ленинграде, обновленческий митрополит Ленинградский Николай Платонов весной 1938 года заявил о разрыве с религией и стал штатным пропагандистом атеизма, чем сильно подорвал авторитет обновленцев. В январе 1940 года фактически отрёкся от Церкви обновленческий митрополит Калининский Сергий Киреев. По оценкам протоиерея Валерия Лавринова, накануне Великой Отечественной войны в СССР имелось от 180 до 200 обновленческих приходов.
В 1939—1940 годах к Советскому Союзу были присоединены обширные области Западной Украины, Западной Белоруссии, Молдавии и Северной Буковины, Прибалтики. При этом многочисленные православные храмы и монастыри, находившиеся на этих территориях, вошли в подчинение Московской Патриархии, а не обновленцев, что по оценке историка Андрея Кострюкова «уже означало, что обновленческий проект в целом закрыт». По наблюдению Анатолия Краснов-Левитина, к началу Великой Отечественной войны обновленцы старались как можно меньше отличаться от староцерковников.
С 1939 года обновленческий митрополит Виталий (Введенский) на овдовевшие кафедры никого не назначал и запретил епархиальным архиереям посещение храмов своей епархии, а также рукоположения священников. По сути, под давлением властей он вёл дело к ликвидации обновленческой церкви. К 1941 году осталась лишь горстка архиереев с одним-тремя храмами в каждой епархии. Исключение составляли лишь Московская и Средне-Азиатская (имевшие по 6-7), а также Северо-Кавказская и Кубанская (по 10-11 храмов) епархии. В Москве, после 1927 года году, было шесть обновленческих храмов: Воскресенский собор в Сокольниках, церковь Пимена Великого в Новых Воротниках и церкви на столичных кладбищах (Ваганьковском, Преображенском, Пятницком, Калитниковском), кроме Даниловского. В Ленинграде, после массового закрытия церквей, оставались после 1937 года две церкви: Спасо-Преображенский собор и небольшая церковь на Серафимовском кладбище.

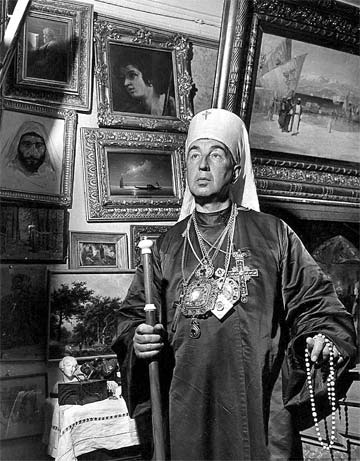
Александр Введенский в 1941 году

С начала Великой Отечественной войны обновленческая Церковь получает возможность несколько расширить свою деятельность: выросла посещаемость храмов, в ряде мест власти перестали препятствовать открытию церквей и массовым богослужениям. Духовенство обновленческих храмов звало людей на ратные и трудовые подвиги, собирало средства для раненых воинов, в Фонд обороны. 6 октября обновленческий первоиерарх Виталий (Введенский) ушёл в отпуск и передал власть своему заместителю Александру Введенскому. 10 октября в новом заявлении он уточнил свой уход, охарактеризовав как бессрочный, и указал, что все свои полномочия и прерогативы передает Александру Введенскому, назвав его новым титулом — «Святейший и Блаженнейший Первоиерарх Московский и всех Православных Церквей в СССР». Титул был введён без санкции Собора, но все обновленческие иерархи одобрили его. 9 и 11 октября ввиду решения властей эвакуировать обновленческих руководителей из Москвы, были проведены хиротонии Анатолия (Филимонова) во епископа Коломенского и Сергия (Ларина) во епископа Звенигородского. 12 октября состоялось последнее заседание обновленческого Высшего Церковного Управления, на котором было решено об упразднении данного органа и переходе всей полноты церковной власти к первоиерарху с правом передачи её по его усмотрению любому лицу из иерархии. 13 октября первоиерарх Александр Введенский и митрополит Виталий (Введенский) в одном вагоне с руководителями Московской Патриархии, баптистских общин, старообрядческим архиепископом выехали на восток и через несколько дней прибыли в Ульяновск. В 1942 — первой половине 1943 года государственные органы постепенно стали отвергать обновленцев. Так, когда в апреле 1942 года первоиерарх назначил митрополита Корнилия (Попова) на Воронежскую кафедру, в облисполкоме последнему отказали в регистрации, заявив, что не знают первоиерарха Александра Введенского и не могут регистрировать присылаемых им лиц, а вот Патриаршего Местоблюстителя Сергия знают и с удовольствием зарегистрируют назначенного им епископа. Почти то же произошло и с архиепископом Филаретом (Яценко), назначенным весной 1942 года в Свердловск. Весна—лето 1943 года стали последним периодом относительной стабильности обновленчества. 18 апреля 1943 года в Москве состоялась последняя епископская хиротония у обновленцев: в викарного епископа Ладожского был хиротонисан Сергий Румянцев, ставший управляющим Ленинградской обновленческой епархией. К середине 1943 года у обновленцев имелось 13 правящих архиереев и не менее 13 заштатных.
Единичные случаи перехода храмов обновленцев в Патриаршую Церковь появились уже в 1942 году. Весной 1943 года началось всё нарастающее стихийное возвращение обновленческих приходов в Патриаршую Церковь. 4-5 сентября 1943 года состоялась встреча И. В. Сталина с митрополитами Сергием (Страгородским), Алексием (Симанским) и Николаем (Ярушевичем) в присутствии наркома иностранных дел В. М. Молотова и полковника госбезопасности Г. Г. Карпова. Представители обновленческой церкви для участия во встрече приглашены не были, поскольку руководством СССР был сделан выбор в пользу Патриаршей церкви. 12 сентября 1943 года состоялась интронизация Патриарха Сергия, а через день был образован Совет по делам Русской православной церкви во главе с Г. Г. Карповым. Согласно распоряжению народного комиссара Государственной безопасности Всеволода Меркулова от 22 сентября 1943 года: «До особых указаний НКГБ СССР не допускать распада обновленческой церкви и перехода обновленческого духовенства в ведение московской патриархии, путём дачи соответствующих указаний нашей агентуре из числа руководящего состава духовенства. Не допускать также со стороны обновленцев каких-либо нападок или активных враждебных действий против Сергиевской церкви». В секретном докладе Г. Г. Карпова И. В. Сталину от 12 октября 1943 года указывалось: «В связи с избранием Сергия патриархом Московским и всея Руси среди духовенства обновленческой церкви отмечается растерянность. Одна часть обновленческого духовенства не видит перспектив сохранения обновленческого течения и высказывает желание перейти в сергиевскую церковь. Со стороны некоторых из них есть даже прямые обращения в Московскую Патриархию». 16 октября Г. Г. Карпов направил в Совнаркомы союзных республик, в краевые и областные исполкомы секретное письмо: «Совет по делам Русской Православной Церкви при Совнаркоме СССР сообщает для сведения, что в тех случаях, когда обновленческое духовенство по своему желанию переходит из обновленческой ориентации в патриаршую сергиевскую церковь, препятствовать не следует. Также не следует препятствовать переходу групп верующих или в целом приходов по желанию верующих из обновленческой в сергиевскую церковь. Условия приема митрополитов, епископов и священников обновленческой ориентации устанавливает патриарх Сергий и на месте его епископат». М. В. Шкаровский приводит несколько причин, почему руководство СССР сделало ставку на патриаршую церковь, а не на обновленцев: отсутствие поддержки обновленчества среди широких слоёв населения внутри страны и за её пределами, непризнание обновленческой Церкви большинством Поместных Православных Церквей, а также тот факт, что патриаршая Церковь в большей степени являлась носительницей национальных традиций.
На сессии 20, 22, 26 и 28 октября 1943 года Священный синод Русской православной церкви рассмотрел обращения митрополитов Михаила (Постникова), Корнилия (Попова) и архиепископа Петра Турбина и принял решение, что обновленческие архиереи, рукоположенные до постановления Патриарха Тихона от 15 апреля 1924 года, принимаются в сущем сане по упрощенной схеме, а рукоположенные после этой даты и неженатые должны получить епископский сан в Русской Православной Церкви. В ноябре 1943 года начался массовый переход в патриаршую церковь обновленческих иерархов: принесли покаяние заштатные архиепископы Михаил (Постников) (5 ноября 1943) и Георгий (Константиновский) (9 ноября 1943), митрополит Ярославский Корнилий (Попов) (4 декабря 1943), архиепископы Звенигородский Андрей (Расторгуев) (21 декабря 1943) и Ташкентский Сергий (Ларин) (27 декабря 1943), заштатный митрополит Тихон (Попов) (5 января 1944), архиепископ Тульский Петр (Турбин) (17 января 1944), заштатный митрополит Виталий (Введенский) (2 марта 1944), заштатный митрополит Михаил (Орлов) (10 марта 1944), архиепископ Алма-Атинский Анатолий (Синицын) (10 мая 1944), заштатный архиепископ Александр (Рябцовский), епископ Ладожский Сергий (Румянцев) (28 июля 1944). После этого переход архиереев приостановился. Карповым предпринимались попытки повлиять на Александра Введенского, поскольку его переход в Московскую Патриархию был очень желательным и мог бы значительно ускорить процесс ликвидации обновленчества. Однако Александр Введенский до последнего надеялся, что власти не решатся ликвидировать обновленчество и продолжал управлять быстро редеющими приходами. В середине октября 1943 года в Москву вернулся обновленческий первоиерарх Александр Введенский. Он попытался перейти из Совета по делам РПЦ в созданный в мае 1944 года Совет по делам религиозных культов, что фактически узаконило бы существование обновленчества как независимой от Русской православной церкви организации. Но Введенскому без каких-либо объяснений отказали.
Несмотря на давление властей, воссоединение было трудным и не обошлось без сопротивления обновленческого духовенства. Особенно это касалось регионов, где обновленческий раскол имел прочные позиции — на Юге России (Краснодарский и Ставропольский края), на Северном Кавказе и в Средней Азии. Согласно отчётам уполномоченных, к 1 апреля 1944 года обновленческие приходы оставались в следующих областях, краях и автономных республиках РСФСР: Кабардино-Балкарской (2), Северо-Осетинской (3) АССР, Ставропольском (55), Краснодарском (86) краях; Ивановской (2), Ярославской (2), Орловской (10), Архангельской (1), Сталинградской (1), Свердловской (7) областях. В начале весны 1944 года Александр Введенский поехал из Москвы в Ульяновск. Однако после крестин дочери он оказался запертым в городе. Выписанный в Москве Карповым пропуск, обеспечивавший в условиях военного времени свободный проезд между городами, «вдруг» оказался недействительным. Телеграммы, посылаемые Введенским, оставались без ответа. Письма и телеграммы от священников и мирян с запросами, посылаемые Введенскому, также до него не доходили. В это время начался лавинообразный переход московских обновленческих храмов в Патриархию.
15 августа 1944 года председатель Совета по делам РПЦ Г. Г. Карпов обратился к Сталину, Молотову и Берии с предложением «ускорить процесс распада обновленчества». Он отмечал, что в СССР осталось всего 147 обновленческих церквей, из которых 86 церквей находится в Краснодарском крае, и 42 церкви — в Ставропольском. Однако эти данные были неполными, так как в Ростовской области действовало 81 обновленческая церковь, а на территории Украины имелись 102 обновленческие церкви. В декабре 1944 года переход в Патриаршую церковь обновленческих иерархов возобновился: архиепископ Кубанский Владимир (Иванов) (28 декабря 1944). В течение 1945 года принесли покаяние архиепископ Рыбинский Димитрий (Лобанов) (начало 1945), митрополит Ставропольский Василий (Кожин) (1 февраля 1945), митрополит Архангельский Мелхиседек (Николаев) (28 марта 1945), митрополит Звенигородский Сергий (Иванцов) (25 сентября 1945) и заштатный епископ Владимир (Дубчук).
Смерть Александра Введенского, последовавшая 25 июля 1946 года, завершила процесс консолидации Русской Православной Церкви. К этому времени практически все обновленческие приходы и духовенство были присоединены к Московской Патриархии. В стране остались лишь единичные общины, возглавляемые священниками, которые в случае покаяния по каноническим причинам лишались сана. Последними обновленческими архиереями, признавшими патриаршую Церковь были архиепископы Гавриил (Ольховик) (1948) и Серафим (Коровин) (1 августа 1948) и Александр (Щербаков) (17 апреля 1949). Последним нераскаявшимся обновленческим иерархом в СССР был митрополит Крутицкий Филарет (Яценко), считавший себя главой обновленческой церкви. Он скончался в начале 1951 года. 7 июня 1953 года в Монтевидео скончался Николай Соловей, последний нераскаявшийся обновленческий иерарх.

## Отношение с поместными Церквями
Для того, чтобы подтвердить правильность выбранного курса в глазах всего христианского мира, обновленцы чрезвычайное значение придавали отношениям с другими православными церквами. Представители Константинопольского и Александрийского православных подворий в Москве признали канонический статус обновленцев как поместной Православной церкви в России. Представитель Константинопольского Патриарха и Синайского архиепископа архимандрит Василий (Димопуло) и представитель Александрийского Патриарха архимандрит Павел (Катаподис) практически с самого начала раскола принимали участие в деяниях раскольников, в том числе в соборах обновленческого духовенства, и имели Евхаристическое общение с обновленческим Синодом. При этом Константинопольская Патриархия «об этом знала и никоим образом его за это не порицала. Можно предположить, что если бы не железный занавес и не препятствия со стороны турецкого и советского правительств к визитам делегации Константинопольской Патриархии сюда и делегации обновленцев в Турцию, то сослужения были бы и на более высоком уровне»
Вмешательство Константинопольской патриархии лишь усугубляло и без того предельно трудное положение Патриаршей Церкви в России и едва не привело к полному разрыву между двумя Патриархатами. По замечанию священника Александра Мазырина, позиция Константинопольской Патриархии в отношении обновленческого раскола определялась в 1920-е — 1930-е годы не столько церковно-каноническими принципами, сколько политическими факторами: в основном, Константинопольские Патриархи склонялись на сторону тех, у кого были лучшими отношения с советской властью.
Из четырёх Восточных патриархов только Антиохийский не вошёл в общение с обновленцами. Объяснить это, вероятно, можно тем, что в Антиохийской церкви с начала XX века иерархия перестала находиться под контролем греков.
Постепенно, однако, по мере ужесточения гонений на Церковь в СССР вопрос о взаимоотношениях с Восточными Патриархами и для Московской Патриархии, и для обновленцев становился все менее актуальным. О каких-либо контактах с Востоком российских церковных кругов во вторую половину 1930-х годов не известно.

## Восприятие, оценки, значение

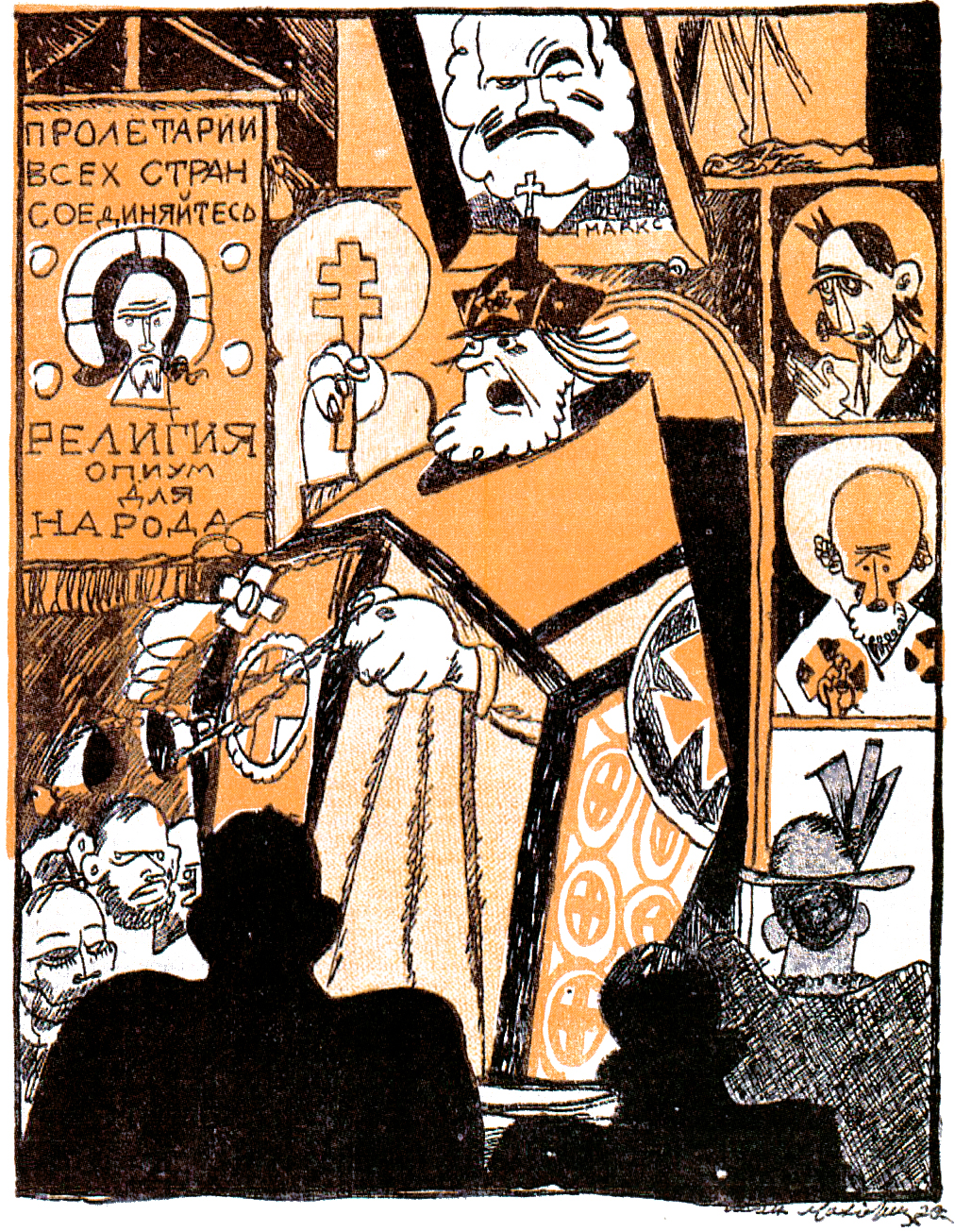
Карикатура на обновленчество. Журнал «Крокодил». 1923.

Идеологи советского обновленчества свою генеалогию выводили из церковного движения начала XX века, выступившего «против синодального режима» и поддержанного тогда первенствующим митрополитом Санкт-Петербургским Антонием (Вадковским). Эта концепция была в основном, хотя и с оговорками, воспринята как советскими религиоведами, так и церковными историками. Согласно обновленческим трудам 1920-х годов, события развивались следующим образом: в начале века в связи с подготовкой Поместного собора началась дискуссия по вопросам церковной реформы; в ходе этой дискуссии выяснился тот круг требований, тот перечень необходимых церковных преобразований, которые стали знаменем обновленческого движения; одновременно сформировался кружок наиболее активных сторонников реформ, члены которого позже встали во главе обновленческого движения. Эта схема сохранялась в работах, вышедших в советское время, а затем использовалась в ряде общих работ по истории Русской церкви XX века, вышедших в 1990-е годы. В 1990-е годы появился термин неообновленчество, который использовался как уничижительная характеристика сторонников реформ в Церкви.
Однако в 2000-е годы тождество дореволюционных сторонников реформ в Церкви и советских обновленцев было поставлено под сомнение. Александра Плетнёва и Александр Кравецкий в книге «История церковнославянского языка в России (конец XIX—XX в.)» (2001) констатировали: «Приступая к работе над темой „Обновленчество и язык богослужения“, авторы <…> собирались проследить этапы предпринятых обновленцами реформ, описать их лингвистические программы, проанализировать подготовленные переводы и т. п. Однако знакомство с материалом заставило отказаться от первоначального плана, который, как выяснилось, основывался на историческом мифе. Анализ источников показал, что обновленчество является, в первую очередь, политическим, а не реформаторским течением. Продуманной программы исправления или перевода богослужебных книг обновленцы не выработали. Обновленческие декларации, даже если в них упоминаются вопросы языка богослужения, представляют собой, в первую очередь, материал для истории общественной мысли и церковно-политических течений. <…> материал часто демонстрирует отсутствие интереса обновленческих лидеров к вопросам языка». По мнению авторов, «истоки обновленческого движения следует искать в так называемом „церковном большевизме“», появившемся в 1918 году, под которым понимали выступления клириков против священноначалия под революционными лозунгами и обращение их к настроенной против Церкви гражданской власти.
Священник и историк Илия Соловьёв также отрицал тождество между дореволюционным движением за обновление Церкви и обновленческим расколом советских лет; в 2002 году он отмечал, что «среди советских „обновленцев“ доминировали не только случайные люди, не имевшие никакого отношения к дореволюционному движению за церковное обновление, но и откровенные противники обновления — черносотенцы-приспособленцы». В качестве основных отличий он называл следующее: «у дореволюционных представителей движения за церковное обновление мы встречаем требование освободить Церковь от государственной зависимости, у советских „обновленцев“ — „братание“ с безбожным государством; до революции мы встречаем стремление к восстановлению канонов, у советских „обновленцев“ — призыв к их попранию, до революции — протест против архиерейского произвола, бесправия священников и мирян, в обновленческом расколе — реакционное по своей сути „пресвитерианское восстание“, жажда власти, готовность идти к её достижению через измену и предательство своих собратьев, бунт против законного Священноначалия, избранного Поместным Собором 1917—1918 гг. и, в конечном счёте, фактическая ревизия его основополагающих решений».
Историк Церкви протоиерей Георгий Митрофанов в 2008 году писал: «…реформаторская деятельность обновленцев представляла собой лишь прикрытие их подлинной, вдохновлявшейся богоборческой властью религиозно-политической деятельности, направленной на разрушение канонического единства русской церковной жизни и на превращение Церкви в пропагандистское орудие коммунистического режима».
В том же году исследователь обновленчества протоиерей Валерий Лавринов писал, что обновленцы к началу 1930 годов были вынуждены отказаться практически от всех своих реформ. Были оставлены только женатый епископат и второбрачие духовенства, поскольку ликвидация этих институтов поставила бы в затруднительное положение многих архиереев и клириков, приводя слова одного из лидеров обновленчества митрополита Николая Платонова: «Реформы же, связанные с пересмотром догматического учения и касающиеся изменения культа, введения русского языка в богослужение и пр. — всё это было теперь взято под подозрение со стороны обновленческого синода».
Ирина Воронцова в 2008 году отмечала: «Говорить о религиозно-реформаторской „идеологии“ в духе Н[ового]Р[елигиозного]С[ознания] всего обновленчества как движения, организованного большевистской властью во второй половине 1922 г., можно только с большой натяжкой, так как, во-первых, мы не можем утверждать, что религиозно-реформаторские задачи были восприняты всей Обновленческой Церковью (реформаторские тезисы НРС не были восприняты В. Красницким, в самой малой степени это коснулось епископа Антонина (Грановского), и в ещё меньшей — Евдокима (Мещерского), что показал и безболезненный отказ от них в последующие после 1923 годы. Во-вторых, так называемое „обновленчество 1920-х годов“ было целиком политизированным явлением. Энтузиазм отдельных религиозных реформаторов начала века был лишь использован атеистической властью для более действенной борьбы с Русской Церковью»
По мнению историка Церкви священника Александра Мазырина, «вопреки распространённым стереотипам, <…> главная, сущностная характеристика обновленческого раскола состоит не в модернизме, хотя он и вобрал в себя какое-то количество идейных модернистов. В действительности обновленческий раскол состоял по большей части из лиц, которые ни к какому обновлению и церковным реформам не стремились, разве что за исключением женатого епископата и второбрачия духовенства. Даже к переводу богослужения на современные языки обновленцы в реальности были настроены в массе своей отрицательно и практиковали старое богослужение, да и внешне старались не отличаться от православных. Главным их отличием от „тихоновцев“, как стали называться православные в то время, был их сервилизм перед советской властью, их стремление приспособиться к ней и ей служить».